# Bernardswiller
Bernardswiller (deutsch Bernhardsweiler, elsässisch Batschwiller) ist eine französische Gemeinde im Département Bas-Rhin in der Europäischen Gebietskörperschaft Elsass und in der Region Grand Est. Sie liegt im Kanton Obernai am Fuß des Odilienbergs auf einer Fläche von 5,53 km² und hat 1459 Einwohner (Stand 1. Januar 2021). Die Nachbargemeinden sind Obernai im Norden, Osten und Süden, Saint-Nabor im Westen und Ottrott im Nordwesten.
Der Ort befindet sich an der Elsässer Weinstraße.

## Geschichte
Erstmals erwähnt wurde der Ort 1276 („Bernhardswiller“). Im 14. Jahrhundert erwarb die Stadt Obernai das Eigentum am Ort. Erst nach der Französischen Revolution wurde Bernardswiller eine eigenständige Kommune, wobei beide Gemeinden bis 1838 einen gemeinsamen Haushalt führen mussten. Die endgültige Auflösung der Vermögensgemeinschaft dauerte bis 1982, das Waldareal wird weiterhin gemeinsam verwaltet.

### Bevölkerungsentwicklung

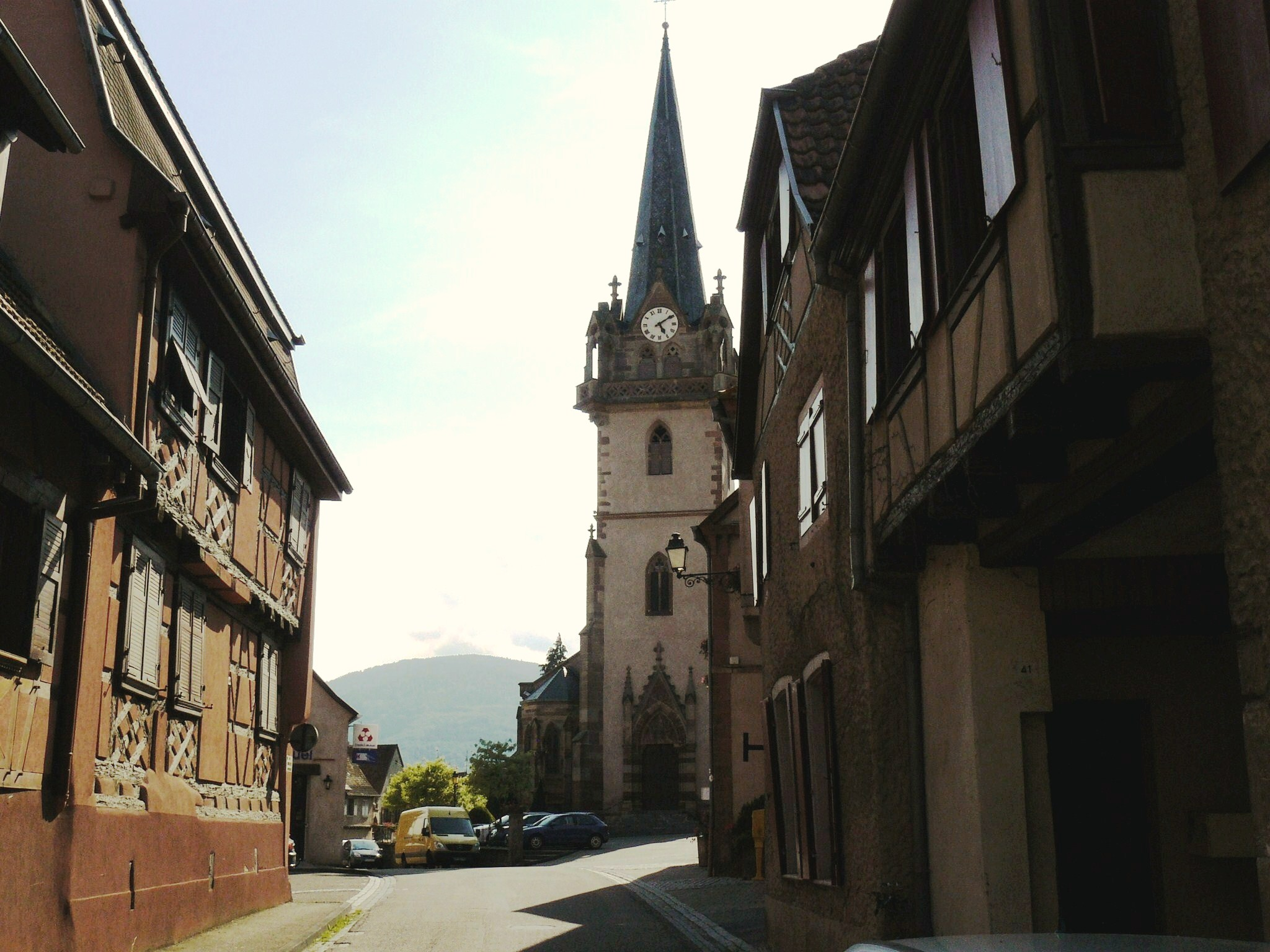
Kirche Mariä Himmelfahrt

| Jahr      | 1962 | 1968 | 1975 | 1982 | 1990 | 1999 | 2006 | 2017 |
| Einwohner | 815  | 989  | 1018 | 1031 | 1056 | 1220 | 1387 | 1455 |

## Sehenswürdigkeiten
- Pfarrkirche Notre-Dame-de-l’Assomption